# Muricellisis echinata
Muricellisis echinata is een zachte koraalsoort uit de familie Isididae. De koraalsoort komt uit het geslacht Muricellisis. Muricellisis echinata werd in 1915 voor het eerst wetenschappelijk beschreven door Kükenthal. 